# 贾里德·休斯
贾里德·休斯（英語：Jarryd Hughes，1995年5月21日—）生于新南威尔士州悉尼，是一名澳大利亚男子单板滑雪运动员，主攻越野项目。他于2001年在一场校际比赛期间开始接触单板滑雪，当时他的父母在他未滑过单板滑雪的情况下替他报名参加该比赛。2012年2月，他在加拿大完成了个人的世界杯分站赛首秀。2016年，他在世界极限运动会上获得男子单板滑雪越野项目冠军，成为历史上首位在世界极限运动会上摘金的澳大利亚男选手。